# アバロン声優スクール
アバロン声優スクール（アバロンせいゆうスクール）は、2014年に後藤友輔が設立した日本の声優スクール。
数々のライブやレコーディング現場で培われたノウハウを元に、実践に即した新しいボイストレーニングスタイルを提供している。また、プロの声優と同じレコーディング機材とPCが全ブースに設置されている。
後藤が代表を務める株式会社アバロンワークスが運営する。

## 概要
2014年にアバロンミュージックスクールの声優コースを、「アバロン声優スクール」として独立させる。声優やナレーターをはじめとするボイストレーニングや、アニソンやミュージカルおよび舞台俳優、話し方を扱う。現在、新宿、渋谷、池袋、中野、静岡、島田、浜松、仙台、山形、横浜、船橋、大宮、町田、千葉、久留米にスクールを展開している。

## 所在地
- 新宿本校：東京都新宿区西新宿7-11-9 Barbizon2F
- 池袋校：東京都豊島区池袋2-5-10 OZビル5F
- 東中野校：東京都中野区東中野4-6-5 山手ビル2F
- 静岡校：リニューアルオープン予定
- 島田校：リニューアルオープン予定
- 浜松校：リニューアルオープン予定
- 仙台校：宮城県仙台市青葉区中央3-1-14 中央古久根ビル7F
- 渋谷校：東京都渋谷区渋谷3-10-19　MJ-Ⅱビル4F
- 横浜校：神奈川県横浜市西区北幸2-4-5 コウノビル5F
- 大宮校：埼玉県さいたま市大宮区桜木町1-1-26 石井畜産ビル4F
- 船橋校：千葉県船橋市本町6-3-17 コンフォーレ船橋1F
- 町田校：東京都町田市原町田1-2-3　アーベイン平本103
- 千葉校：千葉県千葉市中央区新町1-20 江澤ビル7B
- 久留米校：福岡県久留米市東町39-12　江頭ビル4F
- 山形校：山形県山形市七日町1丁目2-36 CROSS七日町ビル502号室

## 沿革
- 2004年4月 - 東中野校を開校。
- 2006年4月 - 池袋スタジオを開設。
- 2011年8月 - 音楽レーベルDakota Recordingsを設立。
- 2012年9月 - 池袋校を開校。
- 2013年2月 - 本校を東中野から池袋に移す。
- 2013年4月 - 静岡校を開校、初の地方進出を果たす。
- 2014年4月 - 声優コースを「アバロン声優スクール」としてリニューアル。
- 2014年9月 - 島田校を開校。
- 2014年11月- 仙台校を開校、初の東北進出を果たす。
- 2015年6月 - 渋谷校を開校。
- 2016年3月 - 横浜校を開校。
- 2016年12月 - 大宮校を開校。
- 2017年8月 - 船橋校を開校。
- 2017年12月 - 町田校を開校。
- 2019年3月 - 千葉校を開校。
- 2021年2月 - 新宿本校を開校。